# Francesco Bonanno
Francesco Bonanno (1976) è uno sportivo italiano che fa parte della Nazionale Italiana Paralimpica di Calcio Balilla.

## Biografia
Pluricampione nelle discipline Internazionali e Nazionali, dieci volte campione del Mondo, gareggia nella categoria disabili a causa di un incidente che lo rese paraplegico in giovane età di 14 anni.
Dal 2005 militava nella "Varese Calcio Balilla", associazione di cui fu l'ideatore.
La sua carriera iniziò nel 2006, sin da subito con risultati di prestigio in tutte le competizioni ufficiali sia nella categoria Paralimpica che in quella normodotati.
Nel 2011 fondò la "Federazione Paralimpica Italiana Calcio Balilla" (FPICB) insieme a Roberto Falchero, Fabio Cassanelli, Mirko Ferri, Corina Elena Radu, Pierangelo Bandera, Emilio Tondelli, e ne divenne Presidente.
Tra i lavori più significativi vi è quello di ideatore della categoria Paralimpica e la promozione del Calcio Balilla per i disabili per far diventare il Calcio Balilla uno sport Riabilitativo e Paralimpico.

## Carriera
In coppia, con Fabio Cassanelli, detiene consecutivamente il titolo nel Campionato Mondiale di doppio ITSF, (International Table Soccer Federation), rispettivamente negli anni 2009, 2010, 2011, 2012 e 2013.
Nel campionato italiano FICB ha vinto nel 2006, 2007, 2008, 2009, 2010 la medaglia d'oro nella specialità Singolo "Porta a Porta", concludendo definitivamente la sua carriera FICB nel 2010.
Nel 2008 in coppia con Massimo Ragona vince la Coppa Italia FICB nella Categoria Normodotati.
Il 16 giugno 2011 il Primario dell’azienda ospedaliera CTO di Milano Carlo Maria Borghi rilascia un documento a Bonanno iniziando la collaborazione inserendo il Calcio Balilla come sport terapia presso la struttura Mielolesi.
Nella prima edizione della Coppa Italia paralimpica FPICB 2012, vince la medaglia d'Argento in coppia con Ruggero Vilnai.
Il 17 marzo 2012 gli è stata conferita quale atleta dell’anno, il premio CONI (Comitato Olimpico Nazionale Italiano) 2011, ricevendo la medaglia d’oro al valore atletico.
Il 3 maggio 2012, grazie al lavoro svolto nella promozione sportiva, la FPICB ottiene il riconoscimento dalla International Table Soccer Federation
Per i suoi meriti sportivi e la sua competenza nell’ambito di questa disciplina sportiva, riceve un comunicato che certifica la sua elezione a presidente della Commissione Paralimpica Internazionale.
A gennaio 2013, alla prima partecipazione nella Coppa del Mondo, vince la manifestazione col Team Nazionale titolare, composto dagli atleti Francesco Bonanno, Fabio Cassanelli, Alessandro Nigra e Roberto Silvestro.
Si aggiudica altresì un Oro nel World Championship in coppia con Fabio Cassanelli e un altro Oro nel singolo "Porta a Porta".
Ad agosto 2013, in coppia con Pierangelo Santelli, vince la medaglia di Bronzo durante l'Italian Master Series e un Oro nel Singolo.
A novembre del 2013, in coppia con Ruggero Vilnai, la medaglia d'Argento al Campionato Italiano e l'Oro nel singolo.
Nel 2014 Bonanno interrompe le competizioni Nazionali con due anni di pausa, ma svolge invece le competizioni Internazionali.
A dicembre 2013, alla seconda partecipazione nella coppa del mondo, vince la medaglia d'Argento col Team Nazionale titolare, composto dagli atleti Francesco Bonanno, Fabio Cassanelli, Alessandro Nigra e Roberto Silvestro. Nel World Championship si aggiudica altre due medaglie, un Bronzo nel doppio con Fabio Cassanelli e sale sul gradino più alto del podio aggiudicandosi per la terza volta consecutiva la medaglia d'Oro nel singolo "Porta a porta".
Ad aprile 2015, nella Coppa del Mondo ottiene un terzo posto nel doppio assieme a Fabio Cassanelli e un Terzo posto nella World Cup, Team Nazionale composto da Francesco Bonanno, Fabio Cassanelli e Alessandro Nigra Gattinotta.
Riprende le attività agonistiche nazionali a luglio 2016, partecipa in coppia con Alessandro Pellegrino alla 5ª Coppa Italia a Roma ed ottiene la Coppa.
A novembre, alla 5ª edizione del Campionato Italiano vince l'Oro nel Singolo Assoluto, annunciando il proprio ritiro dalle competizioni Nazionali.
Ai Mondiali di Amburgo 2017 ottiene successo con un tris di medaglie, due Argenti e un Bronzo.

## Onorificenze
Durante il Campionato Del Mondo 2015 riceve il Premio Special Award 2015 (International Table Soccer Federation).
Durante il Campionato Del Mondo 2017, viene insignito dalla International Table Soccer Federation con il premio alla Carriera Agonistica "HALL OF FAME".
Nel 2019 riceve la "Medaglia D’oro al Valore Sportivo", insignita dal Presidente del Comitato Italiano Paralimpico Luca Pancalli.
Nel 2022 la "Medaglia D'Argento al Merito Sportivo", insignita dal Comitato Italiano Paralimpico.